# فريدريك إيتون
فريدريك إيتون (بالإنجليزية: Frederick Eaton)‏ هو سياسي أمريكي، ولد في 23 سبتمبر 1856 في لوس أنجلوس في الولايات المتحدة، وتوفي بنفس المكان في 11 مارس 1934. حزبياً، نشط في الحزب الجمهوري. وقد انتخب عمدة لوس أنجلوس ‏ (1898 – ).